# Зайченко, Николай Михайлович
Николай Михайлович Зайченко — советский хозяйственный, государственный и политический деятель.

## Биография
Родился в 1929 году в Дубоссарах. Член КПСС с 1955 года.
С 1952 года — на хозяйственной, общественной и политической работе. В 1952—1985 гг. — агроном, директор МТС, председатель колхоза в Карпиненском районе, председатель Карпиненского райисполкома, первый секретарь Карпиненского райкома КП Молдавской ССР, начальник Рышканского колх.-совх. управления, первый секретарь Рышканского райкома КП Молдавской ССР, заместитель Председателя Совета Министров МССР, председатель Совета колхозов МССР, 1-й заместитель министра плодовоовощного хозяйства СССР.
С 1985 г. - заместитель Председателя Государственного агропромышленного комитета СССР (назначен Постановлением Совета Министров СССР от 06 декабря 1986 г. № 1207).
Избирался депутатом Верховного Совета Молдавской ССР 7-го и 8-го созывов, Верховного Совета СССР 9-го и 10-го созывов.
Делегат XXV и XXVI съездов КПСС.
Заместитель Председателя Совета Национальностей Верховного совета СССР.